# Mikael Nilsson (ur. 1978)
Mikael Nilsson (ur. 24 czerwca 1978 w Ovesholmie) – szwedzki piłkarz grający na pozycji prawego pomocnika lub obrońcy. Nosi przydomek „Micke”.

## Kariera klubowa
Nilsson pochodzi z miasta Ovesholm. Do końca 1998 roku grał w tamtejszym zespole Ovesholms IF, a w 1999 roku przeszedł do Åhus Horna BK i w rozgrywkach trzeciej ligi zdobył 11 goli. Dobra forma zaowocowała transferem do Halmstads BK i już w 2000 roku Nilsson wywalczył z tym klubem mistrzostwo Szwecji (13 meczów, 1 gol w mistrzowskim sezonie). W kolejnych latach był już zawodnikiem wyjściowej jedenastki Halmstad, ale dopiero w 2004 roku osiągnął kolejny sukces, jakim było wicemistrzostwo Szwecji.
Latem 2004 Nilsson przeszedł do angielskiego Southampton F.C. W Premiership zadebiutował 14 sierpnia w przegranym 0:2 wyjazdowym meczu z Aston Villą. W lidze rozegrał jednak tylko 16 meczów, a Southampton zajął ostatnią 20. pozycję i został zdegradowany do Football League Championship.
W 2005 roku za 600 tysięcy euro Nilsson trafił do greckiego Panathinaikosu AO. Z klubem tym wystąpił w rozgrywkach grupowych Ligi Mistrzów, a w lidze greckiej zajął 3. miejsce. W sezonie 2006/2007 powtórzył z Panathinaikosem to drugie osiągnięcie i drugi raz z rzędu awansował do rozgrywek Pucharu UEFA.
| Sezon   | Klub             | Kraj    | Rozgrywki     | Mecze | Bramki |
| ------- | ---------------- | ------- | ------------- | ----- | ------ |
| 1999    | Åhus Horna BK    | Szwecja | 3. liga       | 22    | 11     |
| 2000    | Halmstads BK     | Szwecja | Allsvenskan   | 13    | 1      |
| 2001    | Halmstads BK     | Szwecja | Allsvenskan   | 26    | 6      |
| 2002    | Halmstads BK     | Szwecja | Allsvenskan   | 26    | 5      |
| 2003    | Halmstads BK     | Szwecja | Allsvenskan   | 25    | 3      |
| 2004    | Halmstads BK     | Szwecja | Allsvenskan   | 13    | 2      |
| 2004/05 | Southampton F.C. | Anglia  | Premiership   | 16    | 0      |
| 2005/06 | Panathinaikos AO | Grecja  | Alpha Ethniki | 17    | 0      |
| 2006/07 | Panathinaikos AO | Grecja  | Alpha Ethniki | 21    | 0      |
| 2007/08 | Panathinaikos AO | Grecja  | Alpha Ethniki | 23    | 0      |
| 2008/09 | Panathinaikos AO | Grecja  | Alpha Ethniki | 21    | 0      |
| 2009/10 | Brøndby IF       | Dania   | Superligaen   | 30    | 1      |
| 2010/11 | Brøndby IF       | Dania   | Superligaen   | 32    | 2      |
| 2011/12 | Brøndby IF       | Dania   | Superligaen   | 15    | 0      |
| 2012/13 | Fremad Amager    | Dania   | 2. divisjon   | 1     | 0      |

## Kariera reprezentacyjna
W reprezentacji Szwecji Nilsson zadebiutował 20 listopada 2002 roku w zremisowanym 3:3 meczu z Czechami. W 2004 roku znalazł się w kadrze na Euro 2004, na których był podstawowym zawodnikiem i wystąpił we wszystkich trzech grupowych meczach, a następnie w przegranym po serii rzutów karnych spotkaniu ćwierćfinału z Holandią.
W 2006 roku selekcjoner reprezentacji Lars Lagerbäck powołał Nilssona na Mistrzostwa Świata w Niemczech. Mikael był tam jednak tylko rezerwowym i ani razu nie pojawił się na boisku, a Szwecja odpadła w 1/8 finału po porażce 0:2 z Niemcami.